# Itaunja
Itaunja is een nagar panchayat (plaats) in het district Lucknow van de Indiase staat Uttar Pradesh. 

## Demografie
Volgens de Indiase volkstelling van 2001 wonen er 6.249 mensen in Itaunja, waarvan 54% mannelijk en 46% vrouwelijk is. De plaats heeft een alfabetiseringsgraad van 61%. 